# Andrena lehmanni
Andrena lehmanni is een vliesvleugelig insect uit de familie Andrenidae. De wetenschappelijke naam van de soort is voor het eerst geldig gepubliceerd in 1997 door Schönitzer.